# Manuel Izquierdo Izquierdo i 58 towarzyszy
Manuel Izquierdo Izquierdo i 58 towarzyszy (ur. od 1853 do 1912, zm. od 14 sierpnia 1936 do 22 maja 1937) – grupa pięćdziesięciu dziewięciu męczenników zamordowanych w podczas wojny domowej w Hiszpanii, która rozpoczęła się w lipcu 1936 roku.
Osoby te zostały pogrupowane według miejsca śmierci. Są to:

### Grupa 1: Torredonjimeno
- Manuel Izquierdo Izquierdo (1853–1936), lat 83. Urodził się w Castillo de Locubín 9 grudnia 1853 roku, święcenia kapłańskie przyjął 14 marca 1891 roku. W latach 1921–1936 był proboszczem parafii Nuestra Señora de Gracia de Villardompardo. Jego męczeństwo było wyjątkowo okrutne – po licznych torturach i okaleczeniach został zamordowany 28 września 1936 roku.

- Bernardo Cruz Pérez (1877–1936), 59 lat, ksiądz diecezjalny. Proboszcz parafii San Pedro w Torredonjimeno, zginął 14 sierpnia 1936 roku.

- Ramón de la Chica Cruz (1895-1936), 41 lat, ksiądz diecezjalny. Proboszcz parafii Santiago de Calatrava, zginął 14 października 1936 r.

- Antonio Ureña Liébana (1907-1926), lat 29, ksiądz diecezjalny. Asystent proboszcza parafii Santa María, zginął 29 września 1936 r.

### Grupa 2: Jaén
- Juan Martínez Sánchez (1871–1938), 67 lat, ksiądz diecezjalny. Wikariusz parafii Jamilena, zginął między 13 a 15 marca 1938 roku.

- Francisco Morales Collado (1894–1936), 42 lata, ksiądz diecezjalny. Proboszcz parafii Mengíbar, okrutnie torturowany i zmarł 3 września 1936 roku.

- Pedro Pardo Barrón (1892-1936), lat 44, ksiądz diecezjalny. Asystent proboszcza Los Villares, zginął 3 października 1936 r.

- Antonio Peral Bustos (1905-1936), 31 lat, ksiądz diecezjalny. Wikariusz parafii Cabra del Santo Cristo, zginął 9 września 1936 roku.

- Juan María Torres Pérez (1871-1936), 65 lat, ksiądz diecezjalny. Proboszcz parafii Santiago de la Espada, zginął 22 września 1936 r.

- Juan José (Lucio José) Martínez Blázquez (1884-1936), 52-letni laik. Zakrystian parafii Santiago de la Espada, zginął 21 września 1936 r.

## Grupa 3: Baeza-Úbeda

### Grupa 3A: Finca Los Capones
- Pedro José Cejudo de la Torre (1869-1936), 67, ksiądz diecezjalny. Proboszcz parafii La Yedra-Báez, zginął 3 września 1936 r.

- Juan Ángel Román Pulido (1869-1936), lat 67, ksiądz diecezjalny. Proboszcz parafii El Sagrario y el Salvador w Baeza, zginął 3 września 1936 r.

- Francisco Martínez Baeza (1875–1936), 61 lat, ksiądz diecezjalny. Kanon penitencjarny w Baezie, zginął 3 września 1936 roku.

- Julián Ruiz Guzmán (1875–1936), lat 61, ksiądz diecezjalny. Proboszcz parafii San Pablo w Baezie, zginął 3 września 1936 roku.

- José López Pérez (1877-1936), lat 59, ksiądz diecezjalny. Proboszcz parafii San Andrés w Baeza zginął 3 września 1936 r.

- Cipriano Herrera Caballero (1874–1936), 52 lata, ksiądz diecezjalny. Wikariusz katedry w Baezie, zginął 3 września 1936 roku.

- Roque Tarazona García (1880–1936), 56 lat, ksiądz diecezjalny. Wikariusz katedry w Baezie, zginął 3 września 1936 roku.

- Miguel García Lahoz (1896-1936), lat 40, ksiądz diecezjalny. Asystent katedry w Baeza, zginął 3 września 1936 r.

- Antonio Molina Rascón (1897-1936), lat 39, ksiądz diecezjalny. Proboszcz parafii Lupión, zginął 3 września 1936 r.

- José María de la Hoz Manjón (1908-1936), lat 28, ksiądz diecezjalny. Asystent proboszcza parafii San Pedro in Baeza, zginął 3 września 1936 r.

### Grupa 3B: Baeza-Úbeda
- Juan Rubio Sánchez (1904-1936), lat 32, ksiądz diecezjalny. Asystent proboszcza parafii Santa María w Úbeda, zginął 20 sierpnia 1936 r.

- Vicente Rubio Sánchez (1902-1936), lat 34, ksiądz diecezjalny. Proboszcz parafii La Pedriza-Alcalá la Real, zginął 20 sierpnia 1936 r.

- Cayetano Fernández Hurtado (1873–1936), lat 63, ksiądz diecezjalny. Wikariusz parafii Santa María, zginął 25 sierpnia 1936 roku.

- Juan Villar de Dios (1880–1936), 56 lat, ksiądz diecezjalny. Kapelan Sióstr Klarysek w klasztorze Santa Clara w Úbedzie, zginął 7 września 1936 roku.

- Vicente Catena Vílchez (1908–1936), 28 lat, ksiądz diecezjalny. Wikariusz parafii San Andrés w Baezie, zginął 2 grudnia 1936 roku.

- Ángel López Salazar (1881–1936), 55 lat, ksiądz diecezjalny. Wikariusz parafii San Pablo in Baeza, zginął 3 grudnia 1936 roku.

- Manuel Blanco Mesa (1880–1936), 56 lat, ksiądz diecezjalny. Wikariusz parafii w Baezie w Salwadorze, zginął 3 grudnia 1936 roku.

- Francisco Juan Pérez Montávez (1884-1936), 52 lata, ksiądz diecezjalny. Proboszcz parafii Ibros, zginął 24 grudnia 1936 roku.

## Grupa 4: Linares i Bailén =

### Grupa 4A: Mina El Correo
- Juan Fernando Pardo Navarre ( 1869–1936), lat 67, ksiądz diecezjalny. Proboszcz parafii Santa María i archiprezbiter w Linares, zginął 18 września 1936 roku.

- Antonio Lara Pardo (1897–1936), 39 lat, ksiądz diecezjalny. Wikariusz parafii Santa María in Linares, zginął 18 września 1936 roku.

- Manuel Miranda Ruiz (1878–1936), 58 lat, ksiądz diecezjalny. Kapelan Arrayanes i spowiednik Sióstr Miłosierdzia w Linares, zginął 18 września 1936 roku.

- Antonio Cobo Muñoz (1898–1936), 38 lat, świecki. Założyciel i prezes Akcji Katolickiej w Linares. Został aresztowany w kościele przez milicjantów i zamordowany 18 września 1936 roku.

- Rafael Andrés Traver (1887-1936), 49 lat, świecki. Członek Akcji Katolickiej. Został zastrzelony w Linares 18 września 1936 roku.

### Grupa 4B: Término de Linares
- Manuel Molina Estepa (1878-1936), lat 58, ksiądz diecezjalny. Proboszcz parafii San Francisco de Asís w Linares, zginął 19 sierpnia 1936 r.

- Antonio del Castillo García (1893-1936), lat 43, ksiądz diecezjalny. Asystent proboszcza parafii Santa María in Linares, zginął 18 sierpnia 1936 r.

- Marcos García Ortíz (1906–1937), lat 31, ksiądz diecezjalny. Proboszcz parafii Higuera de Calatrava, zginął przed 22 maja 1937 roku.

- Antonio Martínez López (1893–1936), 43 lata, ksiądz diecezjalny. Wikariusz parafii La Carolina, zginął w sierpniu 1936 roku, ale dokładna data jego śmierci nie jest znana.

- Alberto Pancorbo Solís (1866–1936), 70 lat, ksiądz diecezjalny. Kapelan szpitala Marqueses de Linares, zginął we wrześniu 1936 roku, prawdopodobnie 27 września.

## Grupa 5: Las Casillas de Martos y Martos

### Grupa 5A: Cementerio de Las Casillas de Martos
- Isabel María de San Rafael Aranda Sánchez, OSC (1889-1937), lat 48. Przeorysza klasztoru Santa Clara w Martos, zginęła 13 stycznia 1937 r.

- Manuel Valvidia Chica (1893-1937), lat 44, ksiądz diecezjalny. Asystent proboszcza parafii Santa María w Martos, zginął 13 stycznia 1937 r.

- Manuel Quero Montilla (1872–1937), 65 lat, ksiądz diecezjalny. Wikariusz parafii Virgen de la Villa w Martos, zginął 13 stycznia 1937 roku.

- Manuel María Garrido Izquierdo (1878-1937), lat 59, ksiądz diecezjalny. Asystent proboszcza parafii Virgen de la Villa w Martos, zginął 13 stycznia 1937 r.

### Grupa 5B: Martos
- Manuel Serrano Zafra (1875–1936), 61 lat, ksiądz diecezjalny. Proboszcz parafii San Amador i archiprezbiter Martos, zginął 30 września 1936 roku.

- Antonio Cañada Fernández (1904–1936), 32 lata, ksiądz diecezjalny. Kapelan klasztoru Santa Clara in Martos, zginął 30 września 1936 roku.

- Juan Antonio Ramírez Navarro (1866-1936), 70 lat, ksiądz diecezjalny. Zginął 30 września 1936 roku.

- Antonio Órpez Muñoz (1864–1936), 72 lata, ksiądz diecezjalny. Wikariusz parafii San Amador in Martos, zginął 11 października 1936 roku.

- José Teba Merino (1889-1937), 48 lat, ksiądz diecezjalny. Proboszcz parafii Santa Marta w Martos, zginął 12 stycznia 1937 roku.

- Antonio María Carrillo Pérez (1867-1937), lat 68, ksiądz diecezjalny. Proboszcz parafii Virgen de la Villa w Martos, zginął 12 stycznia 1937 r.

- Bernardino Espejo Garrido (1876-1937), 61 lat, ksiądz diecezjalny. Kapelan klasztoru Sióstr Trynitarzy w Martos, zginął 15 stycznia 1937 roku.

- Obdulia Puchol Merino (1900-1936), lat 36. Świecka kobieta i szwagierka Don Francisco Raimundo Martíneza Baezy. Po próbie gwałtu została zamordowana 8 grudnia 1936 r.

- Manuel Melero Luque (1912-1936), lat 24. Członek Akcji Katolickiej w Martos. Zginął 12 listopada 1936 roku.

### Grupa 6: Mancha Real
- José Herrera Cano (1896–1937), 41 lat, ksiądz diecezjalny. Proboszcz parafii Villacarrillo, zginął 3 kwietnia 1937 roku.

- Francisco Morales Aballe (1871–1937), 66 lat, ksiądz diecezjalny. Proboszcz parafii San Juan w Jaén, zginął 3 kwietnia 1937 roku.

- Francisco de Paula Padilla Gutiérrez (1892–1937), 45, ksiądz diecezjalny. Regent parafii San Martín w Arjona, zginął 3 kwietnia 1937 r.

- Miguel Barberán Juan (1884–1937), lat 53, ksiądz diecezjalny. Wikariusz parafii San Martín w Arjona, zginął 3 kwietnia 1937 roku.

- Ildefonso García Martínez (1889–1937), 48 lat, ksiądz diecezjalny. Wikariusz parafii Begíjar, zginął 3 kwietnia 1937 roku.

- Ildefonso Ortega González (1873–1936), 63 lata, ksiądz diecezjalny. Kapelan Kaplicy Świętego Andrzeja w Jaén, zginął 31 października 1936 roku.

- José Ortega Carrillo (1877–1936), lat 59, ksiądz diecezjalny. Kapelan klasztoru Santa Ursula de las Agustinas w Jaén, zginął 30 listopada 1936 r.

- Juan Olid Martínez (1906–1936), 30 lat, ksiądz diecezjalny. Wikariusz parafii Mancha Real, zginął 28 sierpnia 1936 roku.

## Proces beatyfikacyjny
20 czerwca 2025 papież Leon XIV podpisał dekret o męczeństwie 59 ofiar wojny domowej w Hiszpanii, co otwiera drogę do ich beatyfikacji, która odbędzie się wraz z beatyfikacją Antonia Montañésa Chiquera i 64 towarzyszy.